# Ischaemum guianense
Ischaemum guianense är en gräsart som beskrevs av Eduard Hackel. Ischaemum guianense ingår i släktet Ischaemum och familjen gräs. Inga underarter finns listade i Catalogue of Life.